# Digue
Pour les articles homonymes, voir Digue (homonymie) et La Digue (homonymie).

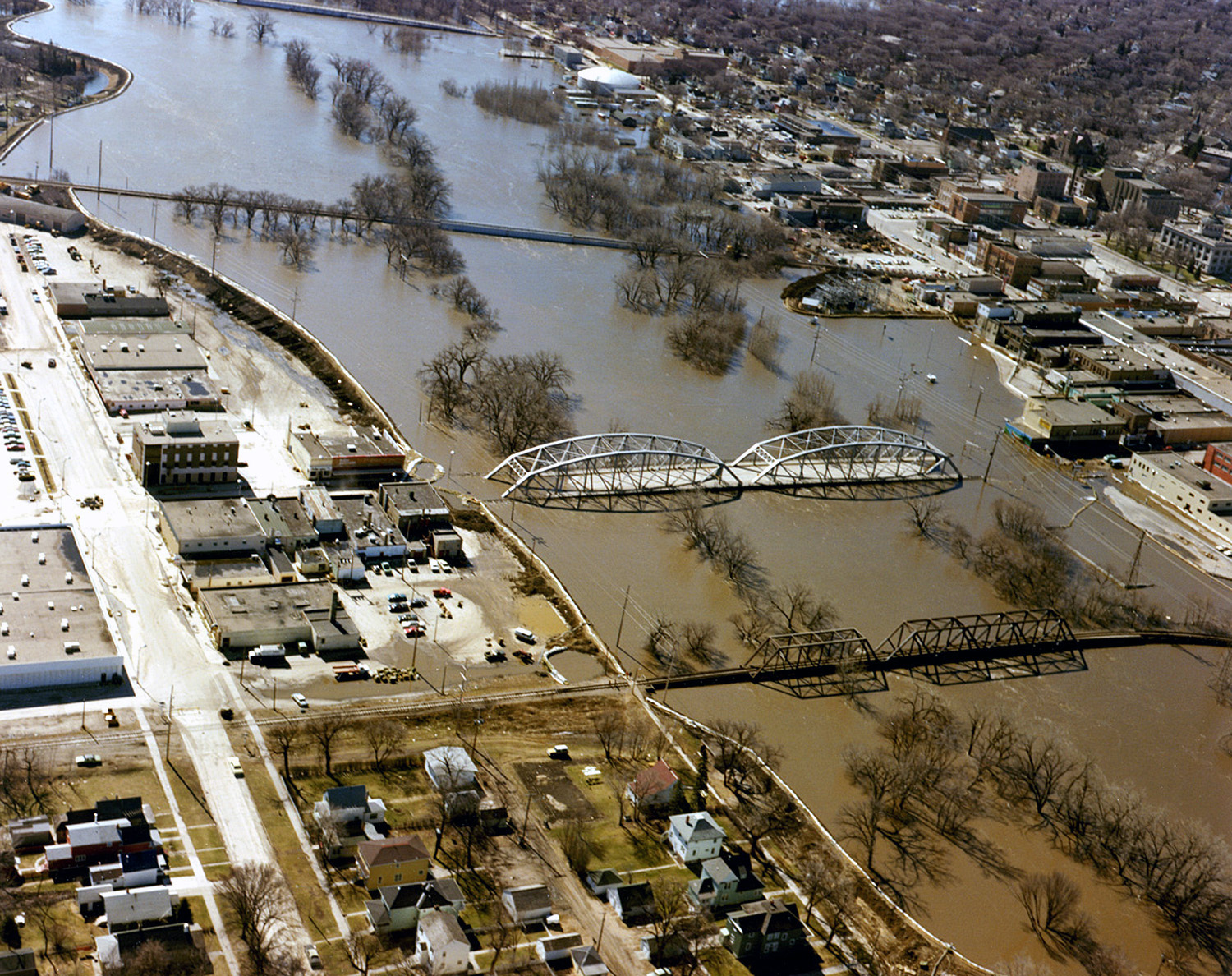
On distingue sur cette photo les digues construites dans le lit majeur, et le lit mineur marqué par les alignements d'arbres de la berge (Red River, inondation du printemps 1997, Grand Forks, Nord-Dakota et East Grand Forks, Minnesota, USA). Ces endiguements déplacent et aggravent l'inondation plus qu'ils ne la traitent.

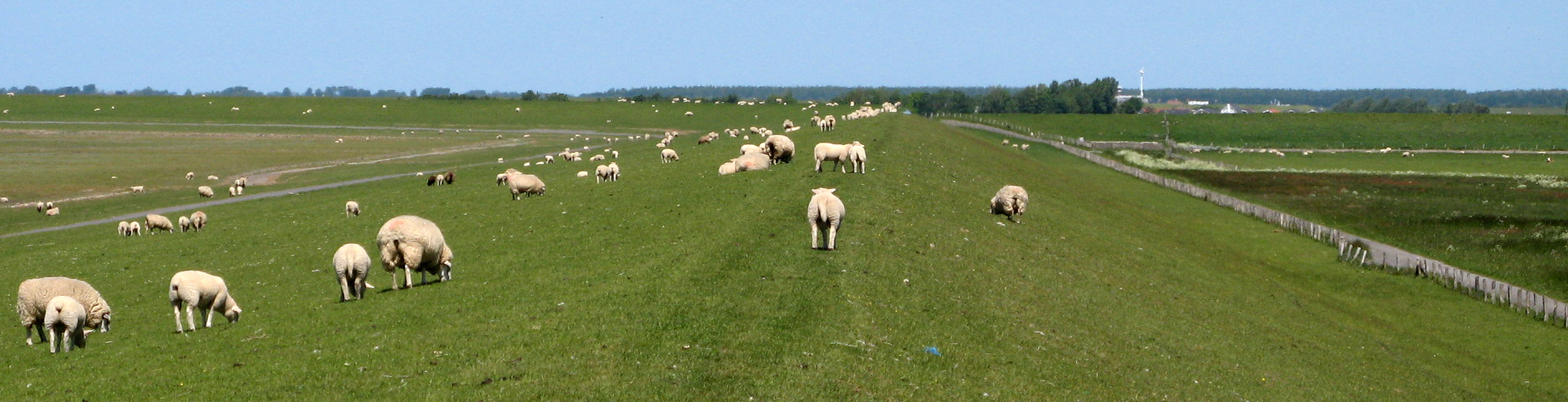
Entretien par pâturage extensif de moutons

Principales partie d'une levée :
(1) Niveau de hautes eaux, (2) Canal de basses eaux (lit mineur), (3) Canal de crue (lit majeur), (4) Talus côté rive, (5) Banquette côté rive (épaulement), (6) Couronne de levée, (7) Talus côté intérieur (côté val), (8) Banquette côté intérieur (épaulement), (9) Bas-côté, (10) Revêtement de basses eaux, (11) Terre de lit fluvial, (12) Levée, (13) Basses terres protégées, (14) Zone fluviale.

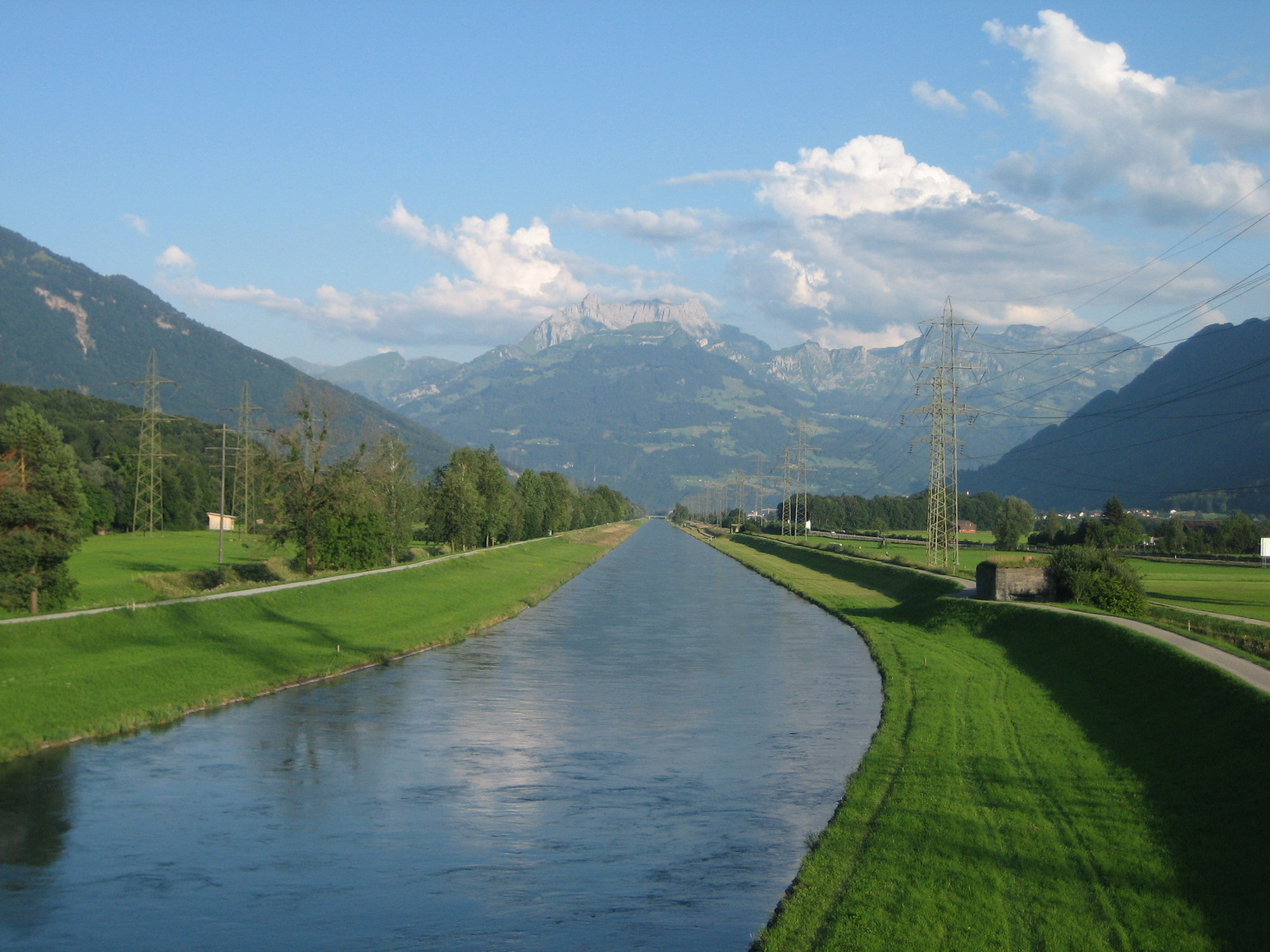
Exemple de rivière (Linth, Suisse) endiguée, avec petite zone d'expansion de crue enherbée.

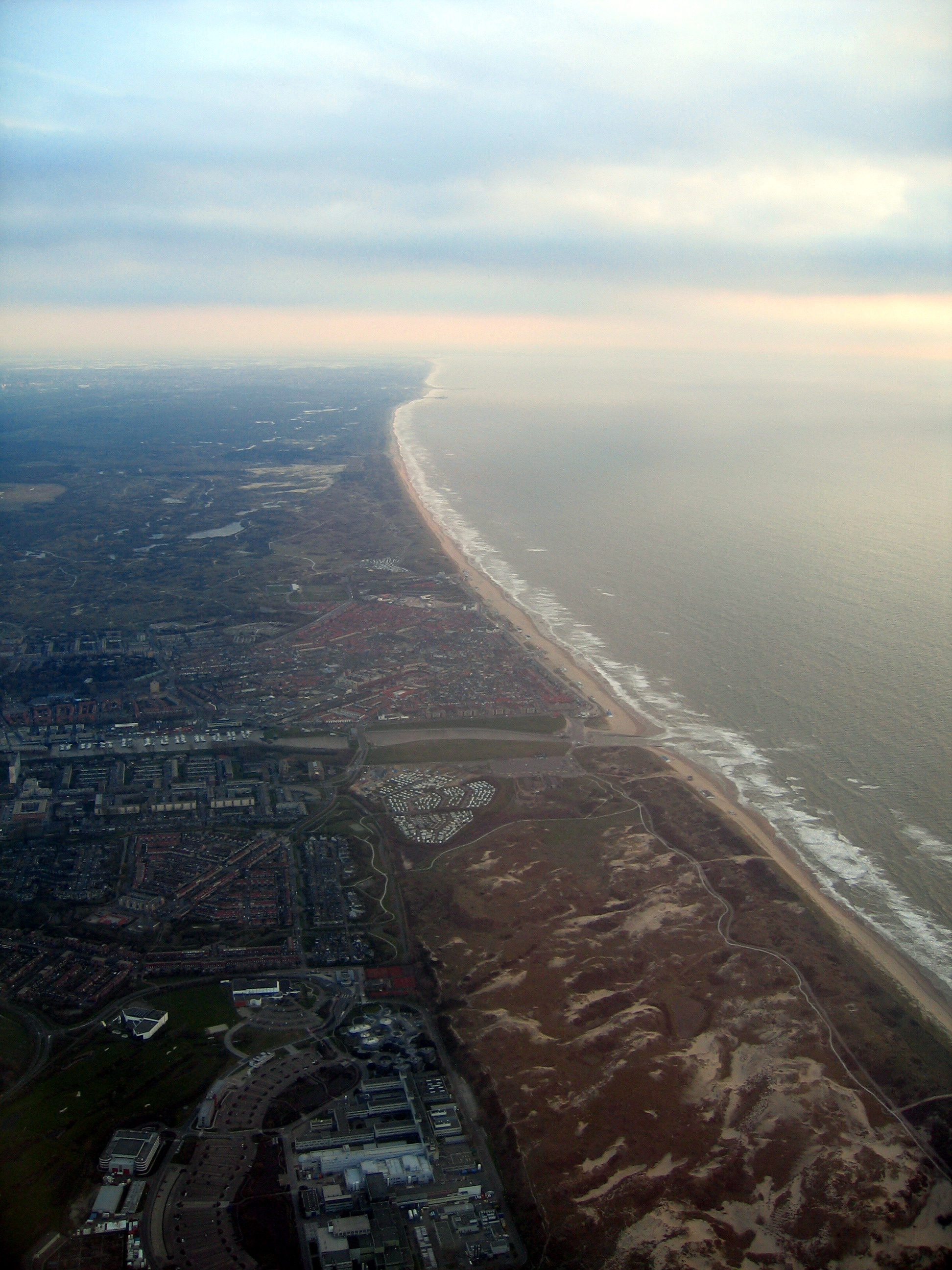
Digue néerlandaise de protection contre la mer.

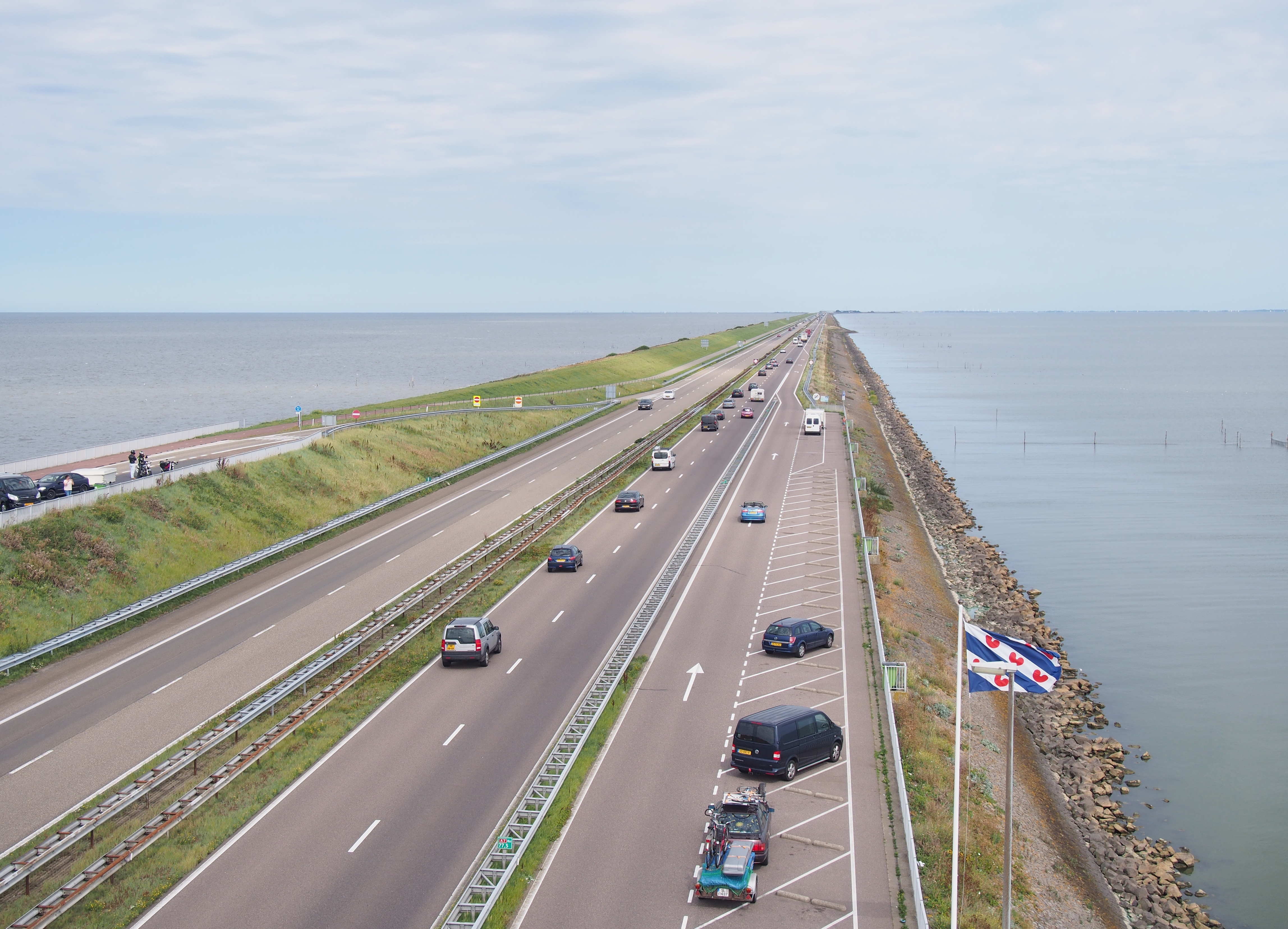
L'Afsluitdijk, digue circulable entre l'IJsselmeer et la mer du Nord.

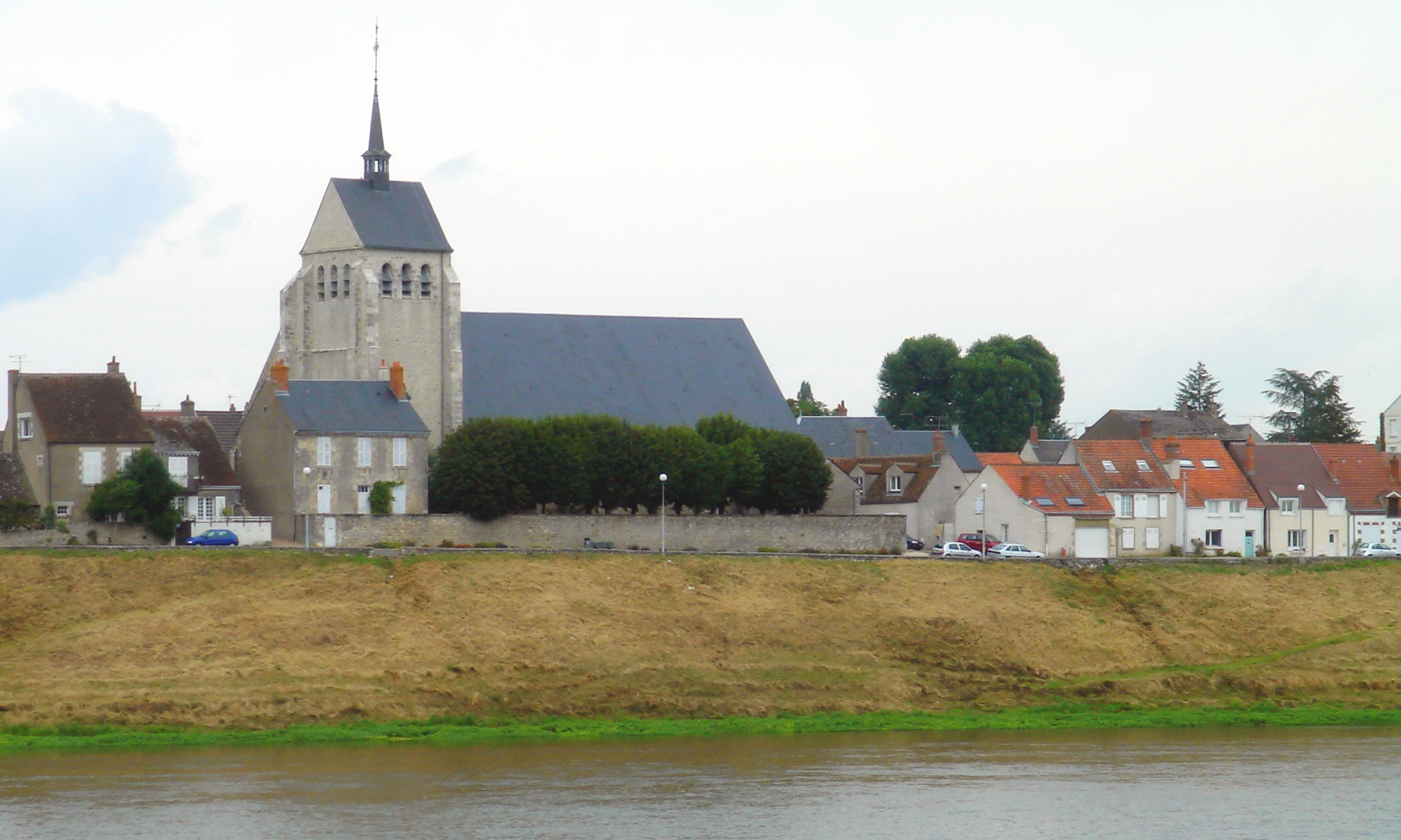
Levée à Saint-Denis-de-l'Hôtel, Loiret, France.

Une digue est un ouvrage d'ingénierie hydraulique (en) destiné à faire obstacle aux eaux. Constituée d'un remblai longitudinal (le plus souvent composé de terre), de nature artificielle ou d'une accumulation de sédiments (digue naturelle), elle forme un « ouvrage continu sur une certaine longueur » qui empêche la submersion des basses-terres par les eaux d'un lac, d'une rivière ou de la mer, protège les côtes de l'érosion marine ou régularise un cours d'eau et protège ses rives. L'influence des digues sur les systèmes fluviaux est similaire à celle des levées.
Les digues les plus célèbres se trouvent aux Pays-Bas, l'Afsluitdijk (ou digue de fermeture) en est l'exemple le plus impressionnant.
Les digues les plus hautes sont celles des barrages hydroélectriques, avec par exemple presque 300 m de haut pour la digue de terre du barrage de Nourek (Tadjikistan), qui sera dépassée par celle du barrage de Vakhch (335 mètres) quand elle sera terminée.
Les digues se sont beaucoup étendues et multipliées de par le monde, mais jusqu'au début des années 2000, « étonnamment peu d'attention a été accordé aux conséquences écologiques de la défense côtière », ce qui a justifié un programme de recherche financé par l'Europe sur les moyens de produire des digues à moindre impact écologique.

## Grands types de digues
On peut distinguer :
- les digues de protection contre les crues et intrusions marines. Parfois aussi nommées levées, elles sont situées dans le lit majeur de certains cours d'eau, parallèles aux berges (ou le long du trait de côte), pour contenir les eaux à l'extérieur des digues. Elles peuvent être très longues, par exemple, sur la Loire en France ou sur le Mississippi[2]. En France les digues situées sur les cours d'eau dits domaniaux sont dites digues domaniales. Elles ont été gérées depuis des siècles par l'État, mais dans le cadre de leur compétence administrative en matière de gestion des milieux aquatiques et de prévention des inondations (Gemapi), et dans le cadre de la loi de modernisation de l'action publique territoriale et d'affirmation des métropoles (Maptam), l'État prévoit de transférer Leur propriété et leur gestion aux intercommunalités, lesquelles en 2024 "demandent à l'État des moyens financiers à la hauteur des enjeux d'adaptation au changement climatique"[3] ; ajoutant qu'« alors que les risques d'inondation mettent en péril nos territoires, ce contexte exige une meilleure coordination entre État et intercommunalité », et des moyens financiers suffisants[4]. L'Association des maires de France (AMF) déplore aussi un "délestage de compétences" de la part du Gouvernement, source de risque pour la sécurité, car sans transfert des connaissances et moyens techniques et financiers nécessaires, avec un « partage trop récent de la connaissance des ouvrages, alors que ces données auraient dû être communiquées il y a déjà plusieurs mois, voire plusieurs années »[5] ;
- les digues de canaux (d'irrigation, hydroélectriques…), les canaux sont généralement alimentés artificiellement, les digues de canaux servent à contenir l'eau à l'intérieur du canal.
Les remblais composant des barrages sont parfois appelés digues (exemple : digue d'étang), mais pour éviter toute confusion, il n'est pas recommandé d'employer le mot digue pour désigner un ouvrage transversal qui barre un cours d'eau ;
- les digues portuaires, plus ou moins longues faisant office d'écran aux vagues, sont appelés brise-lames. N'ayant qu'une fonction de protection contre les vagues et courants de marée, elles n'ont pas vocation à être étanches ; Certaines digues sont basses et constituées de blocs de pierre ou de béton qui atténuent les vagues sans empêcher l'eau d'y circuler[6],[7],[8] ;
- les digues minières de résidus où sont stockées des quantités énormes de déchets sous forme de boues (sulfuré…) provenant de l'extraction de différents métaux (or, aluminium, fer, argent, plomb, zinc).

Depuis les années 1990, on voit aussi apparaître ou se renforcer :
- un nombre croissant d'ouvrages de protection contre la mer ; ils constituent par exemple une partie du littoral des Pays-Bas, isolant et protégeant les polders de la mer ; les dunes littorales sont des digues naturelles et doivent être respectées comme telles ;
- des digues dites « à bermes reprofilables » ; ce sont des digues marines conçues pour que la houle puisse les remodeler, de manière à atteindre un profil en S plus stable[9] ;
- des digues dites « écologiques » ; conçues pour limiter[10] ou en partie compenser leur impact écologique. Ce sont par exemple des lignes de défenses (côtières ou fluviales) auxquelles on a intégré une vocation de récif artificiel, de support de faune et algues marines ou de filtration ou amélioration de la qualité de l'eau, et/ou un intérêt éco-touristique. Elles peuvent faire partie d'un dispositif compensateur de perte ou fragmentation d'habitats littoraux ou sédimentaires. Elles peuvent s'intégrer dans une trame verte et bleue ou une trame bleu marine. Des études visent à mieux comprendre comment elles peuvent contribuer à réduire ou compenser des impacts d'endiguements.
Le projet DELOS[11] a, en Europe, évalué le potentiel de colonisation de divers types de digues par l'épibenthos marin. Il visait aussi à étudier les similitudes entre digues et habitats rocheux naturels. Les digues classiques sont de médiocres substituts aux côtes rocheuses, mais des communautés épibiontes qualitativement assez similaires à celles de côtes rocheuses naturelles peuvent coloniser des milieux artificiels, si ce nouvel habitat est régi par les mêmes facteurs physiques et biologiques que dans la nature[11],[12]. Les épibiontes sont toutefois moins diversifiés et moins abondants sur les structures artificielles, et les études faites sur des brise-lames de 10 à 30 ans montrent que même après 30 ans, la colonisation est incomplète et que la vie y est plus pauvre que sur des structures rocheuses naturelles[13], et en outre les digues classiques offrent des habitats aux structures bien moins complexes et exposent, en général, les organismes qui les colonisent à plus de perturbations anthropiques que sur un rivage naturel[11].
Le programme DELOS a débouché sur des propositions de critères à intégrer dans la conception et la construction de systèmes de digues, pour minimiser leurs impacts écologiques (dont les changements hydrosédimentologiques, en termes de risque de propagation d'espèces exotiques, nuisibles ou invasives, ou pour améliorer le recrutement des poissons ou la promotion de divers assemblages écologiques intéressants pour l'éco-tourisme[1]) et permettre une gestion restauratoire ou plus ciblée la biodiversité[11]. Le programme DELOS a aussi inclus des évaluations socio-économiques de type coût-bénéfice[14].
Le principe du récif artificiel et l'utilisation (génie écologique) de la faune pour la fixation de sédiments (par un lit de jeunes moules[15] par exemple) ou l'épuration (moules, huîtres.[16]) et la fixation des substrats (oyats et saules pour des substrats émergés[16]) peuvent, avec certaines limites, être étendus à d'autres éléments littoraux ou portuaires (épis, darses portuaires…), mais « Pour bien comprendre et gérer les défenses côtières, les objectifs de gestion de l'environnement doivent être clairement énoncés et intégrés dans la planification, la construction et toutes les étapes du suivi »[1].
La partie émergée de digues de sable peut aussi être entretenue par un pâturage extensif. Parfois, sur les longs littoraux de sable (de la mer Baltique par exemple), les digues ou épis sont les seuls substrats rocheux disponibles. Ils peuvent être colonisés, y compris par des espèces peu mobiles de poissons, dont les larves peuvent être apportées par le courant. Le type de substrat, l'âge du « récif » et le contexte semblent fortement différencier les communautés qui s'y installent, y compris parfois d'espèces invasives et/ou exotiques[17]. Le nombre croissant de digues et d'épis en zone sableuse, en Méditerranée notamment, est une source de modification ou de dégradation de la biodiversité jugée préoccupante par certains scientifiques (quelques espèces très communes (moules et Enteromorpha intestinalis) voire invasives (algues vertes telle que Codium fragile ssp. tomentosoides [18],[19], ou algues filamenteuses) peuvent proliférer, éventuellement au détriment d'écosystèmes plus complexes et d'espèces locales ou endémiques)[20] ; Les causes et conséquences de la pauvreté en espèces observées et les possibilités d'améliorer la gestion des structures de défense et d'autres constructions artificielles sont encore mal comprises et discutées[21]. Localement, la modification de la turbidité[22] ou la pêche à pied[23] semble avoir un impact sur les espèces telles que par exemple les moules ou crustacés[21]. Pour les ouvrages (béton ou maçonnerie de pierre) de la zone intertidale ou exposées à l'air à marée basse (dans les ports), on a clairement montré que l'offre en anfractuosités et refuges est déterminante pour la plupart des espèces qui ne colonisent pas de surfaces lisses[24]. Il semble facile d'améliorer la capacité d'accueil des murs et digues artificielles, pour de nombreuses espèces fixées ou non fixées (mollusques brouteurs de type polyplacophores[24] ou crabes par exemple) en complexifiant leur surface[24]. Toutefois, les structures (épis, digues), du côté où elles ralentissent le courant peuvent négativement affecter la biodiversité, en favorisant quelques espèces d'algues éphémères, au détriment d'animaux fixés tels que balanes et patelles et de plantes solidement fixées (algues à frondes)[25]. Ces effets sont évidents du début à la fin des stades de succession, ce qui laisse penser qu'artificiellement abriter des rivages exposés peut bouleverser les assemblages écologiques, en changeant les espèces dominantes et le réseau énergétique et trophique [25], alors même que la biodiversité naturelle et un des facteurs de résilience et de limitation de l'invasivité d'espèces introduites[26],[27].

## Matériaux

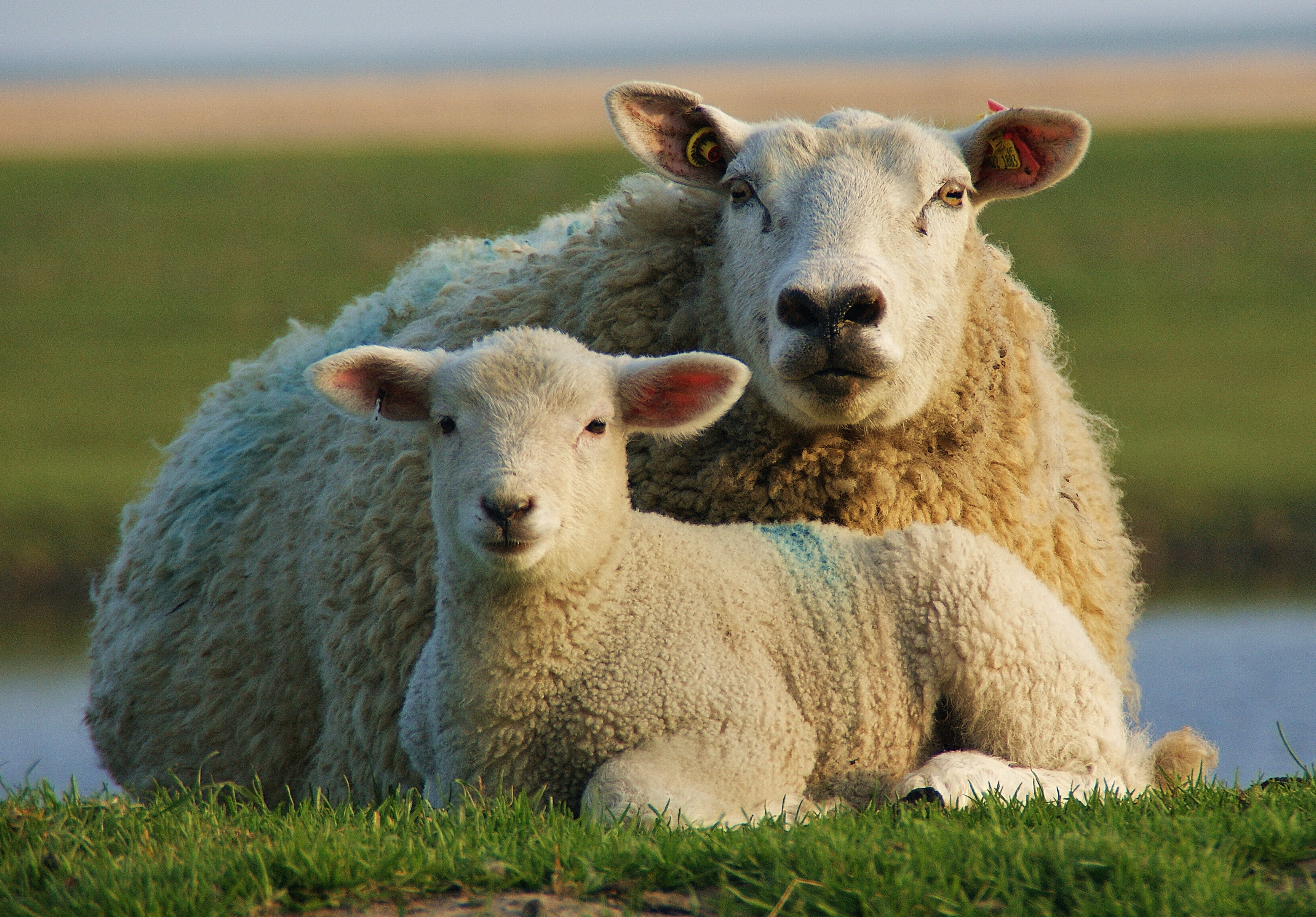
Moutons de digue, avec un agneau, dans le länder de Schleswig-Holstein, Allemagne. Avril 2015.

1- Les digues, la plupart du temps artificielles, sont constituées de matériaux très divers.
On peut distinguer des constructions en dur comme les digues en béton élevées sur d'importantes fondations (c'est le cas pour les digues de mer). Les digues peuvent être aussi de simples levées de terre ou de sable, elles sont souvent végétalisées.
Afin d'en empêcher l'érosion et l'endommagement, les digues peuvent également être renforcées par des protections.
On trouve par exemple des protections par enrochement (couche de plus ou moins gros blocs de pierres), mais aussi des protections par des brise-lames constitués d'éléments de béton préfabriqués (comme les tétrapodes), ou de troncs d'arbres de plusieurs mètres de hauteur enfoncés dans le sable.
Dans les zones urbaines du bord de mer, ou en bordure de la plage d'une station balnéaire, les digues sont en quelque sorte la ligne de construction située directement après la plage. Il peut s’agir d'un mur de soutènement en béton, ou d'un perré, sorte de mur avec un revêtement en pierre sèche ou en maçonnerie. Ces aménagements sont destinés à renforcer le « front de mer » ou « remblai ».
2- Une digue peut être aussi parfois d'origine naturelle
Il s'agit alors d'une formation de galets ou de sable. Aux Pays-Bas la végétation des digues les plus fragiles est entretenue par des moutons de manière à ne pas les dégrader par des engins lourds.
3- Le projet DigueELITE
Ce projet français pour objectif des tester des mélanges sols-chaux pour le renforcement des digues, et en particulier les digues dégradées qui représentent en métropole 65 % des ouvrages. Des tests en grandeur réelle menés en 2017 par Irstea sur la digue expérimentale de Marsillargues dans le Gard ont confirmé qu'un tel matériau s'avère 3 à 6 fois plus résistant qu’un sol normal.

## Montées des océans
Le réchauffement climatique semble avoir déjà amorcé une montée de la mer. Les phénomènes d'érosion du trait de côte et de dégradation des digues tendent à augmenter (70 % du littoral européen environ est touché). Certains pays commencent à relever leurs digues (Pays-Bas, une partie de l'Angleterre…) et/ou à abandonner à la mer certains polders (Pays-Bas).

## Mécanismes de rupture d'une digue
Un des objectifs alloués aux digues est de contenir les flots pour éviter une inondation du ou des vals. Mais sans une bonne conception, un suivi et un entretien régulier de la digue, des brèches peuvent apparaître et provoquer des inondations. Plusieurs types de ruptures de digues peuvent être rencontrés. D’après un recensement des différentes causes de ruptures des digues fluviales allemandes, effectué en 2007, « 50 % des accidents seraient liés à des phénomènes d’érosion interne, 30 % seraient dus à des surverses et les 20% restant seraient imputables à la présence des arbres et/ou de leurs racines qui eux-mêmes favorisent d’ailleurs l’érosion interne ».

### Érosion de surface par surverse

Érosion régressive due à une surverse sur une digue de Loire (levée).

La « surverse », consistant en un débordement de la crête de la levée, conduit en général rapidement à une brèche. Quelques minutes après le débordement, le parement commence à s’éroder. Les matériaux sont arrachés par la force du courant en pied de digue. La fouille qui apparaît alors en pied de digue contribue à imprégner le corps de celle-ci. Saturé d’eau, le parement glisse alors par pans entiers. Les matériaux sont emportés par le courant, ce qui conduit rapidement à la ruine complète de la levée.
Les études des crues majeures n’ont pas permis de déterminer la hauteur et la durée des lames de crue qui ont engendré cette rupture par surverse. Tout au plus peut-on préciser que le caractère sableux du remblai et l’hétérogénéité dans sa compacité sont des facteurs aggravants. En outre un profil en long irrégulier peut induire des effets de surverse accrus aux points bas de la levée.

### Érosion externe par affouillement

Érosion externe par affouillement.

Côté fleuve, les talus des levées peuvent subir les effets des courants hydrauliques qui peuvent provoquer des érosions à leur base. Il en résulte un affaiblissement des caractéristiques mécaniques du corps de remblai et un raidissement de la pente du talus. Ceci peut entraîner des affaissements de matériaux qui à leur tour engendrent des perturbations hydrauliques sous forme de tourbillons et des érosions. Par rupture successive du talus, une brèche peut se former et conduire à la rupture complète de la levée.
Les facteurs qui peuvent contribuer à l’apparition de ce phénomène sont au nombre de trois :
- la vitesse moyenne de l’eau. Ainsi les digues en proximité immédiate du lit mineur et celles situées dans un rétrécissement du lit majeur sont particulièrement vulnérables,
- les perturbations hydrauliques locales (par exemple chablis qui créent des tourbillons en crue),
- la nature et la protection du talus côté fleuve. Un perré résiste ainsi à une vitesse de 4 m/s alors qu’un talus enherbé est vulnérable à partir de 1,5 m/s.

### Érosion interne par effet de renard hydraulique

Rupture de levée par effet de renard.

Les hétérogénéités de perméabilité dans le corps de la levée peuvent être à l’origine de circulation d’eau. Selon la nature des matériaux et la charge hydraulique, on peut atteindre le gradient hydraulique critique qui provoque localement l’érosion interne. De part en part, cette érosion peut se propager jusqu’à former une vraie galerie qui provoque une brèche dans la levée par effondrement des matériaux.
Les facteurs aggravants sont :
- la présence de galeries, comme celles que peuvent faire certains animaux comme les ragondins ou les castors ;
- une mauvaise étanchéité entre couches de remblais ;
- une hétérogénéité des matériaux ;
- la décomposition des racines d'arbres qui favorise la formation de conduits laissant pénétrer l'eau sous les digues.

### Rupture d’ensemble

Rupture d’ensemble d’une levée due à de fortes pressions et à une fragilité de l’ouvrage. Une consolidation est nécessaire côté val.

Une rupture de masse de la levée peut intervenir en cas d’instabilité générale du corps de remblai.
On pense qu’une rupture de masse peut intervenir quand les trois facteurs suivants sont réunis :
- profil de digue étroit avec pente de talus forte ;
- piézométrie élevée dans la digue en absence de drainage.

## Législation
En tant qu'ouvrages de protection, les digues font l'objet de législations particulières (entretien, servitudes…).

### En France
En 2010, la France compte plus de 9 000 km de digues de protection contre les inondations fluviales ou maritimes, 6 700 km de digues de navigation (voies d’eau navigables endiguées : canaux, fleuves et rivières canalisées), et plus de 1 000 km de digues d’aménagement hydraulique (digues de dérivation ou d’irrigation).
Définitions : Pour le Code de l'environnement, les digues sont des ouvrages « de protection contre les inondations fluviales, généralement longitudinal au cours d’eau, des digues qui ceinturent des lieux habités, des digues d’estuaires et de protection contre les submersions marines, des digues des rivières canalisées et des digues de protection sur les cônes de déjection de torrents ».  En 2009, « il existe 800 barrages de plus de 10 m de hauteur et 8 000 km de digues de protection contre les inondations et les submersions (d’une certaine importance). On estime, selon les premiers recensements de quelques départements, qu’il pourrait exister plus de 10 000 ouvrages hydrauliques de dimension plus modeste dont l’inventaire, en cours, nécessite un effort important » .
Un système d'endiguement, souvent associé à un aménagement hydraulique (drains, pompes, contre-fossés…) protège contre un risque (lié à la solidité de la digue et des aménagements connexes, mais aussi au niveau maximal des eaux et au débit maximum attendu du cours d'eau ou des cours d'eau, ou à d'éventuelles remontées de nappe). Il vise à constituer un territoire protégé contre l'aléa inondation/immersion. Il doit être constitué sur la base d'une étude des dangers qui doivent donc être bien identifiés, modélisés et documentés avant son autorisation. L'étude de danger doit être disponible pour les aménageurs du territoire et périodiquement mise à jour, notamment dans le cadre du changement climatique (éventuellement sur demande du préfet s’il a constaté des changements sur l’ouvrage ou des travaux affectant son efficacité de protection).
- Un décret d'application (du 11 décembre 2007) porte sur la sécurité des ouvrages hydrauliques (barrages et digues) et sur le comité technique permanent des barrages et des ouvrages hydrauliques[35], les structures gestionnaires de cours d’eau doivent par exemple faire réaliser un diagnostic de sûreté et une étude de dangers des ouvrages hydrauliques de protection contre les inondations, ce qui introduit de nouvelles contraintes d’ordres juridiques, règlementaires et financières, alors que dans certains cas, pour des ouvrages anciens, on ne sait parfois pas qui est officiellement responsable ou propriétaire de certains ouvrages.

En particulier, « Avant le 31 décembre 2009, le propriétaire ou l'exploitant de toute digue de la classe A, B ou C soumise aux articles L. 214-1 et L. 214-2 du code de l'environnement ou autorisée en application de la loi du 16 octobre 1919 susvisée procède à un diagnostic de sûreté de cet ouvrage. Un arrêté du ministre chargé de l'environnement précise le contenu de ce diagnostic » .
- Un arrêté du 12 juin 2008 définit le contenu des études de dangers qui doivent être réalisées par le propriétaire ou l'exploitant d'un barrage ou d'une digue.
- Une circulaire[36] du 8 juillet 2008 (non publiée au JO) du ministère chargé de l'Écologie, annule et remplace les circulaires 70-15 du 14 août 1970, et rappelle et précise le rôle des préfets et des services déconcentrés de l'État en matière de contrôle de la sécurité des digues et barrages au titre du décret du 11 décembre 2007[37].
- Une circulaire[34] du 31 juillet 2009 précise encore l’organisation du contrôle de la sécurité des ouvrages hydrauliques.
- Un arrêté du 7 avril 2017[38] défini le plan de l'étude de dangers des digues (EDD) et d'autres ouvrages aménagés pour prévenir les inondations et submersions, maintenant sous la responsabilité des communes ou EPCI disposant de la compétence GEMAPI, confirmant l'importance de la zone protégée et précisant les aléas à prendre en compte (débordement d'un cours d'eau ou submersion marine) et rappelant que l'étude se fait par rapport à un « niveau maximal atteint par le niveau des eaux ou par un débit maximum du cours d'eau ou par un niveau marin maximum (…) l'étude de dangers peut comporter une marge d'incertitude raisonnable prise en compte pour déterminer ce niveau de protection, quand il est exprimé sous la forme d'une cote ou d'un niveau marin ». Cet arrêté ne semble pas inviter à prendre en compte le cas où il y aurait à la fois une surcote avec submersion et une inondation par débordement de cours d'eau ou remontée de nappe[39].

État des lieux : une cartographie des ouvrages et aménagements littoraux de type digues, jetées, brise-lames… a été finalisée début 2018 par le CEREMA pour le littoral français, à la demande du ministère chargé de l’environnement. Elle est disponible sur le site Géolittoral ; s’inscrivant aussi dans le cadre de l’élaboration d’un indicateur national de l’érosion côtière.